# Яковлєв Василь Данилович
Василь Данилович Яковлєв (26 січня 1909 — 2 січня 1980) — радянський воєначальник, віце-адмірал (18.02.1958)

## Біографія
Народився в міщанській родині в селі Білий Колодязь, нині в Вовчанському районі Харківської області.

## Військова служба
У вересні 1925 року поступив у Військово-морське училище імені М. В. Фрунзе.
У травні 1928 року, після закінчення училища був призначений вахтовим командиром канонерського човна «Вірний» Далекосхідної флотилії.
З листопада 1929 року — помічник командира, а з листопада 1931 року -командир канонерського човна «Передовий» Далекосхідної флотилії. Член ВКП(б) з 1932 року.
З грудня 1932 року — слухач командного факультету Військово — морської академії ім. К. Е. Ворошилова.
З квітня 1936 року, після закінчення академії був призначений помічником начальника 1-го відділу Генштабу РСЧА.
З березня 1938 року — начальник 1-го відділу Головного Морського штабу ВМФ.
З вересня 1938 року — командир есмінця «Швидкий» Чорноморського флоту.
З листопада 1940 року — командир з оперативної частини 3-го відділення, оперативного управління Головного Морського штабу ВМФ.
З січня 1941 року — начальник 6-го відділу (оперативна підготовка) Оперативного управління Головного Морського штабу ВМФ.
З червня 1944 року — у розпорядженні Розвідувального Управління Головного Морського штабу ВМФ.
З жовтня 1944 року — військово-морський аташе при уповноваженому представнику СРСР у Великій Британії, до цього помічник військово-морського аташе там же.
У 1947 році брав участь у роботі Лондонської та Паризькій сесії Ради міністрів закордонних справ, де виконував обов'язки військово-морського експерта.
З лютого 1949 року — начальник 2-го Головного управління Генштабу Радянської армії (лютий 1949 — березень 1950).
З березня 1950 року — начальник Оперативного управління Морського Генштабу ВМФ.
27 січня 1951 року — присвоєно військове звання контр-адмірал.
З грудня 1951 року — начальник Головного оперативного управління — заступник начальника Морського Генштабу ВМФ.
З квітня 1953 року — начальник Оперативного управління Генштабу ВМС.
З січня 1956 року — начальник штабу Балтійського флоту.
18 лютого 1958 року — присвоєно військове звання віце-адмірал.
З квітня 1957 року — заступник начальника Головного Розвідувального Управління стратегічної розвідки — начальник стратегічної розвідки.
З травня 1958 року — заступник начальника Військово-морської академії ім. К. Е. Ворошилова з науково-дослідницької роботи.
З грудня 1960 року — начальник 1-ї секції, потім заступник голови Морського науково-технічного комітету.
З грудня 1966 року — помічник начальника Головного штабу ВМФ.
З квітня 1970 у відставку.
Помер 2 січня 1980 року, похований на Кунцевському кладовищі Москви.

## Твори
- Яковлев В. Д. Советский Военно-Морской Флот. — М.: ДОСААФ, 1966, с.69.

## Нагороди

### СРСР
- орден Леніна (1950)
- два ордени Червоного Прапора (30.04.1945, 1955)
- чотири ордена Червоної Зірки (серед них 1942, 03.11.1944, 21.07.1945)
- Медалі

### Іноземні нагороди
- Командор Ордена Британської Імперії (Велика Британія 1944)[1]